# Török Berta
Törökfalvi Török Berta (1865 – Csucsa, 1894. június 17.) Boncza Miklós erdélyi földbirtokos, ügyvéd unokahúga és felesége, Boncza Berta édesanyja, Ady Endre anyósa.

## Élete
Török Berta 1865-ben született, édesapja törökfalvi Török Károly (1840-1885), a Bánffyhunyadi járás főszolgabírója, édesanyja Boncza Berta, Boncza Elek uradalmi tiszttartó árvája. Édesapja kártyaveszteségei miatt, sikkasztásba keveredett, és negyvenegy évesen öngyilkosságot követett el. Öccsével, Károllyal együtt édesanyja nevelte fel, anyai nagybátyjuk, Boncza Miklós anyagi támogatásával. Berta később Pestre került, ahol nagybátyja Zirzen Janka háromévfolyamos tanítóképzőjében taníttatta. Boncza Miklós ekkor szeretett bele unokahúgába, és hamarosan a lánykérésre is sor került. Berta elfogadta a megkérést, amely leginkább a nagybácsi részéről az ő családjának nyújtott anyagi támogatás viszonzásaként fogható fel. Házasságukat édesanyja is hevesen ellenezte, nemcsak a korkülönbség, hanem a vérfertőzés miatt is. A törvény ugyanis tiltotta a másodfokú rokonok házasságát, az országgyűlési képviselő Boncza Miklós azonban képes volt a királyi engedély megszerzésére. Így 1893. július 4-én a Kálvin téri református templomban a negyvennyolc éves Boncza Miklós feleségül vette húszéves, tanári diplomáját éppen megszerző unokahúgát. Tanúként Wekerle Sándor miniszterelnök és Heltai Ferenc, Budapest főpolgármestere vettek részt az esküvőn.
Boncza Miklós még ugyanebben az évben ifjú felesége kívánságára Csucsán kastélyt építtetett, a hamarosan bekövetkező terhesség azonban tragikus véget ért. A feleség szeretett volna a fővárosban szülni, de a férj ragaszkodott ahhoz, hogy gyermeke a csucsai kastélyban jöjjön világra. A várt fiú helyett egy „groteszk lány” (Csinszka szavai) született 1894. június 7-én, és az édesanyát az oláh bába megfertőzte, ezért Berta a szülést követő tizedik napon, június 17-én gyermekágyi lázban meghalt. A csecsemőt, aki szintén a Berta nevet kapta, Boncza Miklós lelencbe kívánta adni, ezt azonban özvegy Török Károlyné Boncza Berta, Boncza Miklós nővére - aki a kislány nagyanyja és nagynénje is volt egy személyben - hathatós föllépésével megakadályozta, és magára vállalta nevelését.